# Sphodropoda lepida
Sphodropoda lepida är en bönsyrseart som beskrevs av Milledge 2005. Sphodropoda lepida ingår i släktet Sphodropoda och familjen Mantidae. Inga underarter finns listade i Catalogue of Life.